# بابلو إس. توري
بابلو إس. توري (بالإنجليزية: Pablo S. Torre)‏ هو كاتب حول الرياضة أمريكي، ولد في 27 سبتمبر 1985 في نيويورك في الولايات المتحدة.